# Grande Prêmio da Itália de 1970
Resultados do Grande Prêmio da Itália de Fórmula 1 realizado em Monza em 6 de setembro de 1970. Décima etapa da temporada, ficou marcado pelo acidente que ceifou a vida do austríaco Jochen Rindt no sábado. Em sinal de pesar, a Lotus não disputou a corrida. A prova aconteceu no dia seguinte em meio ao luto e o público assistiu a primeira vitória do suíço Clay Regazzoni, da Ferrari, com Jackie Stewart em segundo lugar representando a March-Ford e Jean-Pierre Beltoise em terceiro pela Matra.

## Resumo

### O carro próprio da Tyrrell
Tão logo chegou em Monza, a Fórmula 1 estava eufórica com as notícias a respeito do Tyrrell 001, primeiro carro fabricado pela equipe de Ken Tyrrell sob os cuidados do projetista Derek Gardner. A estreia do novo chassis ocorreu em 22 de agosto de 1970, seis dias após o Grande Prêmio da Áustria, durante a International Gold Cup em Oulton Park. Ciente do potencial de sua máquina, Ken Tyrrell convenceu Jackie Stewart a usá-la nos treinos na sexta-feira, mas uma sucessão de problemas mecânicos levou ao resgate do bólido da March utilizado desde o início do campeonato na África do Sul.

### Emerson Fittipaldi capotou
Desde sua chegada à Fórmula 1 Emerson Fittipaldi guiou o modelo Lotus 49 (cuja estreia remonta ao Grande Prêmio dos Países Baixos de 1967), porém uma decisão de Colin Chapman permitiu ao brasileiro guiar o Lotus 72 em Monza. Uma atitude tão corriqueira quase resultou em morte quando o piloto chegou na Curva Parabólica e seu bólido perdeu o controle atingindo um barranco a 200 km/h. A força do impacto lançou o carro por cima do alambrado e o mesmo capotou entre duas das árvores que rodeavam o autódromo, mas felizmente seu condutor saiu ileso.

### Jochen Rindt (1942-1970)
Por conta do acidente com Emerson Fittipaldi, a Lotus entregou a Jochen Rindt um outro carro para que o austríaco participasse do treino oficial naquele sábado e assim ocorreu. Contudo mais uma tragédia enlutou a Fórmula 1 quando o carro de Rindt desviou-se bruscamente para a esquerda na altura da Curva Parabólica a 240 km/h. Tal como ocorrera antes, o bólido chocou-se de forma brutal contra a escarpa, voou sobre a barreira de proteção e capotou quatro vezes. Ao ser resgatado, levaram-no ao centro médico de Monza e a seguir para o Hospital Niguarda em Milão onde constataram sua morte. Quando examinaram seu corpo notaram "a traqueia cortada de lado a lado, o tórax esmagado, além da perna esquerda quebrada", conforme publicou O Globo.
A dinâmica dos fatos sugere uma avaria mecânica (talvez a perda de uma roda) como causa do acidente e as lesões no pescoço de Rindt estão relacionadas ao uso de um cinto de segurança com quatro pontos ao invés de cinco de modo a saltar mais rapidamente em caso de incêndio no seu carro, porém essa modificação fez o corpo do piloto deslocar-se para a dianteira do cockpit, esganando o austríaco.
Campeão das 24 Horas de Le Mans de 1965 com uma Ferrari, Jochen Rindt estreou na Fórmula 1 guiando uma Brabham no Grande Prêmio da Áustria de 1964 e venceu sua primeira corrida no Grande Prêmio dos Estados Unidos de 1969 quando já estava na Lotus. Casado com a modelo finlandesa Nina Madeline Lincoln, com quem tem uma filha chamada Natasha, o finado piloto residia na Suíça e pretendia encerrar sua carreira este ano. Sobre isso, declarou: "Há dez anos corro atrás do título mundial e agora estou a ponto de conquistar o que quero. Depois vou largar o automobilismo". Em sinal de luto, Colin Chapman retirou seus carros de Monza e assim a Lotus não disputou a corrida.
Dada a repercussão do caso, a justiça italiana determinou uma investigação a respeito e descobriu uma falha no eixo dianteiro do carro usado por Rindt apontando-a como causa do acidente, conclusão similar a uma declaração de Denny Hulme, pois o neozelandês estava próximo ao bólido do austríaco quando a Lotus guinou para a direita e chicoteou na direção inversa. Curiosamente a morte de Rindt foi atribuída às "barreiras mal instaladas". Colin Chapman foi indiciado por homicídio num processo encerrado apenas em 1976 com a absolvição do dirigente. 

### A frieza dos números
Embora o sentimento de perda fosse comum a dirigentes, pilotos e fãs da Fórmula 1, a morte de Jochen Rindt suscitou dúvidas quanto ao futuro, pois tomando por base a classificação vigente até o Grande Prêmio da Áustria, nove dos vinte e um pilotos que pontuaram têm chances matemáticas de título, mas nesse quesito os mais bem cotados são os campeões mundiais Jack Brabham, Denny Hulme e Jackie Stewart, além do belga Jacky Ickx, piloto de melhor retrospecto nas últimas etapas do certame. Por outro lado, não existe impedimento legal ou desportivo para que Jochen Rindt seja declarado campeão mundial post-mortem caso os rivais não o superem.

### Treinos oficiais
Tonificada pela dobradinha na Áustria, a Ferrari inscreveu três pilotos para correr em Monza, destes o belga Jacky Ickx conquistou a pole position ao superar a BRM de Pedro Rodríguez enquanto Clay Regazzoni pôs a outra Ferrari em terceiro lugar à frente da March de Jackie Stewart enquanto Henri Pescarolo, da Matra, e Jackie Oliver, da BRM, estavam na terceira fila. Enquanto isso Ignazio Giunti colocou a Ferrari restante em décimo quinto lugar na última corrida de Fórmula 1 disputada pelo italiano, enquanto o estreante Nanni Galli foi incapaz de levar sua McLaren-Alfa Romeo ao grid, lembrando que John Miles deixou a categoria mesmo sem ir à pista, afinal a Lotus decidiu partir da Itália após a morte trágica de Jochen Rindt.
Piloto da Rob Walker Racing Team, equipe usufrutuária de um Lotus 72, Graham Hill também não disputou a etapa italiana.

### Primeira vitória de Regazzoni
Jacky Ickx fez bom uso de sua pole position e manteve-se à frente dos rivais no momento da largada comandando a prova nas três primeiras voltas sob a mira de Pedro Rodríguez até o mexicano assumir a liderança no quarto giro, mas para o azar do piloto da BRM, a posição de honra foi tomada por Jackie Stewart nas voltas cinco e seis. Inconformado, Rodríguez ponteou os giros oito e nove antes do troco de Stewart na passagem seguinte, a partir da qual Clay Regazzoni e Jackie Stewart alternaram-se na liderança da prova. Na décima segunda volta a corrida de Rodríguez, vice-líder durante a maior parte dessa disputa, terminou por quebra de motor.
A maior parte do percurso entre as voltas treze e trinta a prova foi liderada por Oliver e Stewart exceto pelas curtas intromissões de Jacky Ickx (voltas 19 e 20) e Denny Hulme (volta 29), Nesse interregno o belga saiu da prova devido a um defeito na transmissão de sua Ferrari e Jack Brabham sofreu um acidente, enquanto o neozelandês da McLaren seguiu em uma tocada discreta.
O período de maior estabilidade da prova ocorreu quando Clay Regazzoni saiu da terceira posição na volta trinta e um e superou Jackie Oliver e Jackie Stewart para liderar a corrida italiana no giro seguinte, mantendo-a em suas mãos durante a maior parte do percurso remanescente, a não ser quando o piloto da March retomou o primeiro lugar em momentos efêmeros. Faltando 15 voltas para o fim do grande prêmio, o suíço foi favorecido pelos ataques de Jean-Pierre Beltoise e Denny Hulme visando o segundo lugar de Stewart e pôde estabelecer a diferença necessária para triunfar numa corrida marcada por vinte e oito trocas de liderança. Ao cruzar a linha de chegada, Clay Regazzoni sacramentou a primeira vitória de sua carreira e tornou-se o quinto piloto a vencer o Grande Prêmio da Itália a bordo de uma Ferrari. Jackie Stewart despediu-se da March em segundo lugar enquanto Jean-Pierre Beltoise, da Matra, assegurou o terceiro posto. Também pontuaram neste dia: Denny Hulme (McLaren), Rolf Stommelen (Brabham) e François Cevert (March), este saboreando o primeiro ponto de sua carreira.
Mesmo ausente da prova, a Lotus conservou seus 50 pontos e a liderança no mundial de construtores. Quanto ao mundial de pilotos, Jochen Rindt permanecia em primeiro lugar com 45 pontos enquanto Jackie Stewart e Jack Brabham dividiam a vice-liderança com 25 pontos cada. Finda a prova italiana, Denny Hulme e os contratados da Ferrari (Ickx e Regazzoni) também possuem chances formais de chegar ao título.

## Classificação da prova
| Pos.   | Nº | Piloto               | Construtor         | Voltas | Tempo/Diferença        | Grid | Pontos |
| ------ | -- | -------------------- | ------------------ | ------ | ---------------------- | ---- | ------ |
| 1      | 4  | Clay Regazzoni       | Ferrari            | 68     | 1:39:07.1              | 3    | 9      |
| 2      | 18 | Jackie Stewart       | March-Ford         | 68     | 5.73                   | 4    | 6      |
| 3      | 40 | Jean-Pierre Beltoise | Matra              | 68     | 5.8                    | 14   | 4      |
| 4      | 30 | Denny Hulme          | McLaren-Ford       | 68     | 6.15                   | 9    | 3      |
| 5      | 46 | Rolf Stommelen       | Brabham-Ford       | 68     | 6.41                   | 17   | 2      |
| 6      | 20 | François Cevert      | March-Ford         | 68     | + 1:03.46              | 11   | 1      |
| 7      | 48 | Chris Amon           | March-Ford         | 67     | + 1 volta              | 18   |        |
| 8      | 34 | Andrea de Adamich    | McLaren-Alfa Romeo | 61     | + 7 voltas             | 12   |        |
| NC     | 32 | Peter Gethin         | McLaren-Ford       | 60     | Não classificado       | 16   |        |
| Ret    | 8  | Jackie Oliver        | BRM                | 36     | Motor                  | 6    |        |
| Ret    | 52 | Ronnie Peterson      | March-Ford         | 35     | Motor                  | 13   |        |
| Ret    | 44 | Jack Brabham         | Brabham-Ford       | 31     | Acidente               | 8    |        |
| Ret    | 2  | Jacky Ickx           | Ferrari            | 25     | Transmissão            | 1    |        |
| Ret    | 12 | George Eaton         | BRM                | 21     | Superaquecimento       | 20   |        |
| Ret    | 54 | Tim Schenken         | De Tomaso-Ford     | 17     | Motor                  | 19   |        |
| Ret    | 6  | Ignazio Giunti       | Ferrari            | 14     | Injeção de combustível | 15   |        |
| Ret    | 42 | Henri Pescarolo      | Matra              | 14     | Motor                  | 5    |        |
| Ret    | 10 | Pedro Rodríguez      | BRM                | 12     | Motor                  | 2    |        |
| Ret    | 50 | Jo Siffert           | March-Ford         | 3      | Motor                  | 7    |        |
| Ret    | 14 | John Surtees         | Surtees-Ford       | 0      | Pane elétrica          | 10   |        |
| WD     | 28 | Graham Hill          | Lotus-Ford         |        | Retirou-se             |      |        |
| WD     | 24 | John Miles           | Lotus-Ford         |        | Retirou-se             |      |        |
| FAT    | 22 | Jochen Rindt         | Lotus-Ford         |        | Acidente fatal         |      |        |
| DNQ    | 38 | Jo Bonnier           | McLaren-Ford       |        | Não qualificado        |      |        |
| WD     | 26 | Emerson Fittipaldi   | Lotus-Ford         |        | Retirou-se             |      |        |
| DNQ    | 36 | Nanni Galli          | McLaren-Alfa Romeo |        | Não qualificado        |      |        |
| DNQ    | 56 | Silvio Moser         | Bellasi-Ford       |        | Não qualificado        |      |        |
| Fonte: |    |                      |                    |        |                        |      |        |

## Tabela do campeonato após a corrida
|        | Pos. | Piloto         | Pontos |
| ------ | ---- | -------------- | ------ |
|        | 1    | Jochen Rindt   | 45     |
| 3      | 2    | Jackie Stewart | 25     |
| 1      | 3    | Jack Brabham   | 25     |
| 1      | 4    | Denny Hulme    | 23     |
| 3      | 5    | Clay Regazzoni | 21     |
| Fonte: |      |                |        |

|        | Pos. | Construtor   | Pontos |
| ------ | ---- | ------------ | ------ |
|        | 1    | Lotus-Ford   | 50     |
|        | 2    | March-Ford   | 39     |
|        | 3    | Brabham-Ford | 35     |
| 1      | 4    | Ferrari      | 34     |
| 1      | 5    | McLaren-Ford | 30     |
| Fonte: |      |              |        |

- Nota: Somente as primeiras cinco posições estão listadas. Em 1970 os pilotos computariam seis resultados nas sete primeiras corridas do ano e cinco nas últimas seis. Neste ponto esclarecemos: na tabela dos construtores figurava somente o melhor colocado dentre os carros de um time.